# Qualifications à la Coupe d'Afrique des nations de football 2012, groupe E
Le groupe E des qualifications à la Coupe d'Afrique des nations de football 2012 est une compétition qualificative pour la phase finale de la Coupe d'Afrique des nations de football 2012, qui se déroule en janvier et février 2012 en Gabon et en Guinée équatoriale.

## Classement
| Rang | Équipe   | Pts | J | G | N | P | Bp | Bc | Diff |  | Résultats (▼ dom., ► ext.) |     |     |     |     |
| ---- | -------- | --- | - | - | - | - | -- | -- | ---- |  | -------------------------- | --- | --- | --- | --- |
| 1    | Sénégal  | 16  | 6 | 5 | 1 | 0 | 16 | 2  | +14  |  | Sénégal                    |     | 1-0 | 2-0 | 7-0 |
| 2    | Cameroun | 11  | 6 | 3 | 2 | 1 | 12 | 5  | +7   |  | Cameroun                   | 0-0 |     | 1-1 | 5-0 |
| 3    | RD Congo | 7   | 6 | 2 | 1 | 3 | 10 | 11 | -1   |  | RD Congo                   | 2-4 | 2-3 |     | 3-0 |
| 4    | Maurice  | 0   | 6 | 0 | 0 | 6 | 2  | 22 | -20  |  | Maurice                    | 0-2 | 1-3 | 1-2 |     |

## Résultats
| 1re journée                  | Maurice          | 1 - 3   | Cameroun                          | Stade Anjalay, Belle Vue                     |                                              |
| 4 septembre 2010 13h45 UTC+2 | Bru 45+1e        | (1 - 1) | Eto'o 39e 47e · Choupo-Moting 63e | Spectateurs : 6 000 Arbitrage : Jerome Damon | Spectateurs : 6 000 Arbitrage : Jerome Damon |
| 4 septembre 2010 13h45 UTC+2 | Feuille de match |         |                                   | Spectateurs : 6 000 Arbitrage : Jerome Damon | Spectateurs : 6 000 Arbitrage : Jerome Damon |

| 5 septembre 2010 | RD Congo                 | 2 - 4   | Sénégal                           | Stade Frédéric-Kibasa-Maliba, Lubumbashi         |                                                  |
| 16h30 UTC+2      | Mihayo 71e · Kabangu 71e | (1 - 3) | Sow 6e · Niang 12e 22e 57e (pen.) | Spectateurs : 35 000 Arbitrage : Djamel Haimoudi | Spectateurs : 35 000 Arbitrage : Djamel Haimoudi |
| 16h30 UTC+2      | Feuille de match         |         |                                   | Spectateurs : 35 000 Arbitrage : Djamel Haimoudi | Spectateurs : 35 000 Arbitrage : Djamel Haimoudi |

| 2e journée                 | Sénégal                                                        | 7 - 0   | Maurice | Stade Léopold-Sédar-Senghor, Dakar              |                                                 |
| 9 octobre 2010 20h30 UTC+2 | Cissé 7e 37e 73e · Niang 22e 66e · Sow 47e · Estazie 90e (csc) | (3 - 0) |         | Spectateurs : 50 000 Arbitrage : Daniel Bennett | Spectateurs : 50 000 Arbitrage : Daniel Bennett |
| 9 octobre 2010 20h30 UTC+2 | Feuille de match                                               |         |         | Spectateurs : 50 000 Arbitrage : Daniel Bennett | Spectateurs : 50 000 Arbitrage : Daniel Bennett |

| 9 octobre 2010 | Cameroun            | 1 - 1   | RD Congo             | Stade Roumdé Adjia, Garoua                    |                                               |
| 17h00 UTC+2    | Nkulukuta 54e (csc) | (0 - 1) | Yves Diba Ilunga 37e | Spectateurs : 22 000 Arbitrage : Eddy Maillet | Spectateurs : 22 000 Arbitrage : Eddy Maillet |
| 17h00 UTC+2    | Feuille de match    |         |                      | Spectateurs : 22 000 Arbitrage : Eddy Maillet | Spectateurs : 22 000 Arbitrage : Eddy Maillet |

| 3e journée               | Sénégal          | 1 - 0   | Cameroun | Stade Léopold-Sédar-Senghor, Dakar             |                                                |
| 26 mars 2011 18h00 UTC+2 | Ba 90+2e         | (0 - 0) |          | Spectateurs : 80 000 Arbitrage : Yosr Saadalah | Spectateurs : 80 000 Arbitrage : Yosr Saadalah |
| 26 mars 2011 18h00 UTC+2 | Feuille de match |         |          | Spectateurs : 80 000 Arbitrage : Yosr Saadalah | Spectateurs : 80 000 Arbitrage : Yosr Saadalah |

| 27 mars 2011 | RD Congo                               | 3 - 0   | Maurice | Stade des Martyrs, Kinshasa |                            |
| 15h30 UTC+1  | LuaLua 24e · Matumona 48e · Ilunga 90e | (1 - 0) |         | Arbitrage : Wokoma Solomon  | Arbitrage : Wokoma Solomon |
| 15h30 UTC+1  | Feuille de match                       |         |         | Arbitrage : Wokoma Solomon  | Arbitrage : Wokoma Solomon |

| 4e journée              | Cameroun         | 0 - 0   | Sénégal | Stade Ahmadou Ahidjo, Yaoundé          |                                        |
| 4 juin 2011 15h30 UTC+1 |                  | (0 - 0) |         | Arbitrage : Helder Martins de Carvalho | Arbitrage : Helder Martins de Carvalho |
| 4 juin 2011 15h30 UTC+1 | Feuille de match |         |         | Arbitrage : Helder Martins de Carvalho | Arbitrage : Helder Martins de Carvalho |

| 5 juin 2011 | Maurice          | 1 - 2   | RD Congo                 | Stade Anjalay, Belle Vue                      |                                               |
| 15h00 UTC+4 | Bru 11e (Pen)    | (1 - 2) | Ilunga 20e · Kabangu 45e | Spectateurs : 6 000 Arbitrage : Ngosi Kalyoto | Spectateurs : 6 000 Arbitrage : Ngosi Kalyoto |
| 15h00 UTC+4 | Feuille de match |         |                          | Spectateurs : 6 000 Arbitrage : Ngosi Kalyoto | Spectateurs : 6 000 Arbitrage : Ngosi Kalyoto |

| 5e journée                   | Cameroun                                                         | 5 - 0   | Maurice | Stade Ahmadou Ahidjo, Yaoundé                       |                                                     |
| 3 septembre 2011 15h00 UTC+1 | Kweuke 63e · Mbuta 72e · Eto'o 84e (Pen) · Choupo-Moting 89e 91e | (0 - 0) |         | Spectateurs : 10 000 Arbitrage : Aboubacar Bangoura | Spectateurs : 10 000 Arbitrage : Aboubacar Bangoura |
| 3 septembre 2011 15h00 UTC+1 | Feuille de match                                                 |         |         | Spectateurs : 10 000 Arbitrage : Aboubacar Bangoura | Spectateurs : 10 000 Arbitrage : Aboubacar Bangoura |

| 3 septembre 2011 | Sénégal          | 2 - 0   | RD Congo | Stade Léopold-Sédar-Senghor, Dakar |                             |
| 19h00 UTC+0      | Sow 34e 50e      | (1 - 0) |          | Arbitrage : Noumandiez Doue        | Arbitrage : Noumandiez Doue |
| 19h00 UTC+0      | Feuille de match |         |          | Arbitrage : Noumandiez Doue        | Arbitrage : Noumandiez Doue |

| 6e journée                 | RD Congo                   | 2 - 3   | Cameroun                                  | Stade des Martyrs, Kinshasa     |                                 |
| 7 octobre 2011 15h30 UTC+1 | Kaluyituka 13e · Kanda 40e | (2 - 1) | Eto'o 18e · Mbuta 75e · Choupo-Moting 79e | Arbitrage : Abdel Rahman Khalid | Arbitrage : Abdel Rahman Khalid |
| 7 octobre 2011 15h30 UTC+1 | Feuille de match           |         |                                           | Arbitrage : Abdel Rahman Khalid | Arbitrage : Abdel Rahman Khalid |

| 7 octobre 2011 | Maurice          | 0 - 2   | Sénégal               | Stade Anjalay, Belle Vue  |                           |
| 17h00 UTC+4    |                  | (0 - 2) | N'Doye 9e · Cissé 25e | Arbitrage : Janny Sikazwe | Arbitrage : Janny Sikazwe |
| 17h00 UTC+4    | Feuille de match |         |                       | Arbitrage : Janny Sikazwe | Arbitrage : Janny Sikazwe |

## Buteurs
40 buts ont été inscrits en 12 rencontres dans le groupe E.
5 buts
- Mamadou Niang

4 buts
- Moussa Sow

3 buts
- Papiss Cissé
- Yves Diba Ilunga
- Mulota Patou Kabangu
- Eric-Maxim Choupo-Moting
- Samuel Eto'o

2 buts
- Jonathan Bru

1 but
- Lomana LuaLua
- Pitshou Zola Matumona
- Demba Ba
- Kweuke

But contre son camp
- Eric Miala Nkulukuta
- Joy Estazie
- Mbuta